# Stelis planipetala
Stelis planipetala är en orkidéart som beskrevs av Oakes Ames. Stelis planipetala ingår i släktet Stelis och familjen orkidéer. Inga underarter finns listade i Catalogue of Life.